# Ionizzazione chimica a pressione atmosferica

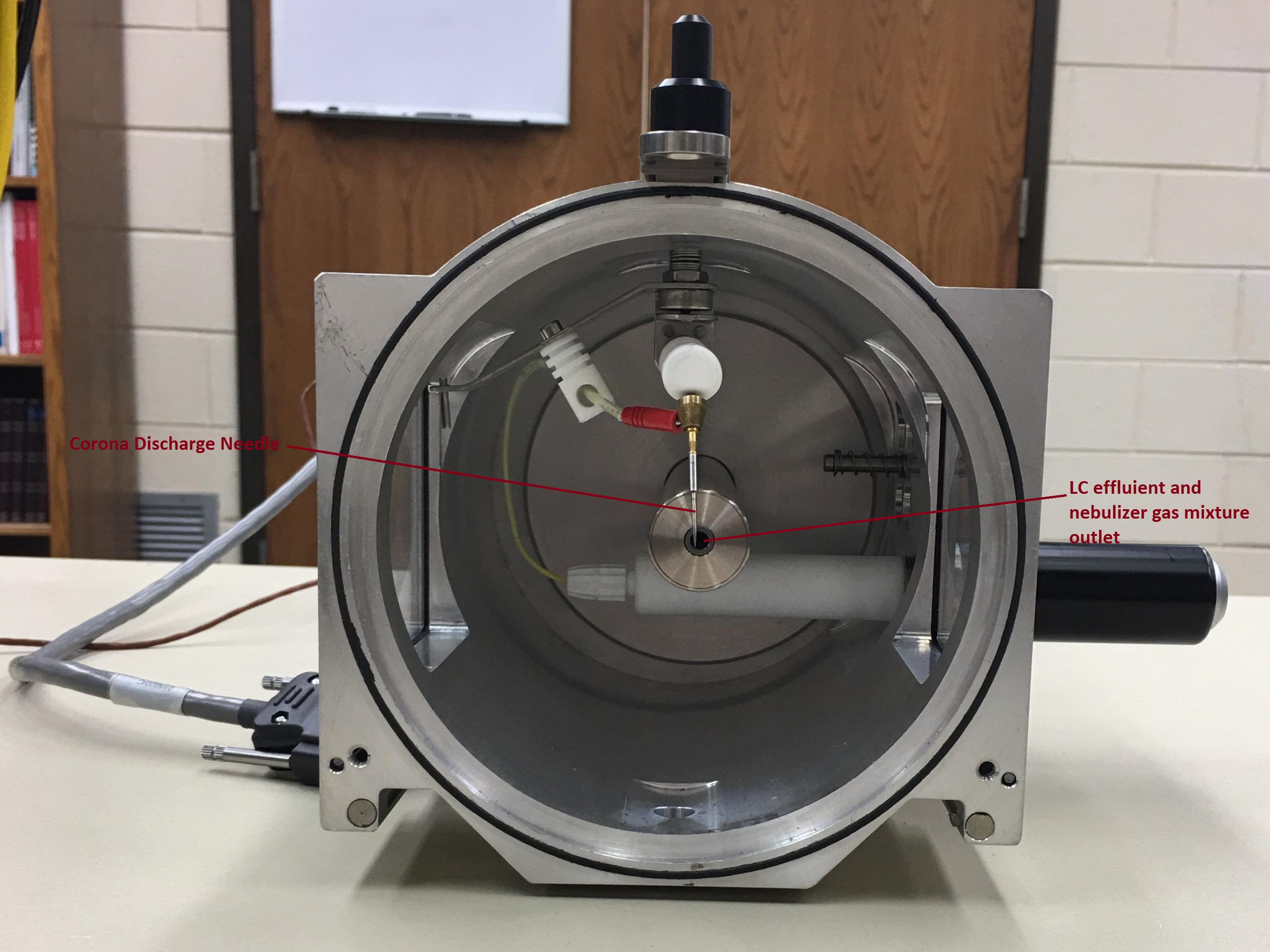
Camera di ionizzazione a pressione atmosferica

In spettrometria di massa la ionizzazione chimica a pressione atmosferica è una tecnica di ionizzazione a pressione atmosferica e un'interfaccia ionizzante per cromatografia liquida. Rispetto alla ionizzazione chimica generalmente accoppiata alla gas-cromatografia (GC) è una tecnica più "strong", pertanto porta alla formazione di ioni frammento, specialmente per composti dall'alto peso molecolare. Diversamente da altre sorgenti (come l'ESI), non porta alla formazione di ioni multicarica. Può essere accoppiata con flussi fino a 1-2 ml/min, è adatta per composti di bassa e media polarità e risente meno dell'ESI della presenza di tamponi inorganici. Sotto molti punti di vista si può dire che è una tecnica complementare all'ESI e all'APPI.
Comunemente si indica con APCI, dalla lingua inglese atmospheric pressure chemical ionization.

## Meccanismo
Il campione viene nebulizzato con l'aiuto di un gas ausiliario (aria o azoto) e fatto evaporare in una zona fortemente riscaldata (500-600 °C) per un tempo molto breve, simile alla tecnica utilizzata per l'ICP: in questo modo i composti termolabili non degradano. Può comunque verificarsi talvolta degradazione termica. Il campione viene poi ionizzato da un ago sottoposto a un voltaggio (circa 2-3 μA) che produce una scarica effetto corona: dapprima vengono ionizzati i gas ausiliari e si formano gli ioni primari (il cui tempo di vita è di circa 1 µs), questi ionizzano il solvente formando gli ioni reagenti (il cui tempo di vita è di circa 500 µs), i quali a loro volta ionizzano il campione. Con questa tecnica non si formano ioni multicarica.
La carica è depositata attraverso un puntale, un ago metallico con il potenziale molto alto (1500/2000 V), in questo modo le gocce di solvente si separano e si dà vita ad una scarica elettrica che si alimenta in continuazione per via della presenza del potenziale, inoltre si ha una continua formazione di gocce che, acquisita la carica, si comportano come quello dell'elettrospray. Il puntale da una scarica a corona in cui le gocce tendono a deflettere verso destra fino ad esplodere. 
In vecchie applicazioni la ionizzazione veniva prodotta da un emettitore di radiazione β: 63Ni (Ni-APCI).